# Dan Lipinski
Daniel William Lipinski, detto Dan (Chicago, 15 luglio 1966), è un politico statunitense, membro della Camera dei Rappresentanti per lo stato dell'Illinois dal 2005 al 2021.

## Biografia
Figlio del deputato Bill Lipinski, dopo gli studi alla Northwestern e alla Stanford University lavorò all'interno del Dipartimento del Lavoro e come consulente di alcuni deputati democratici.
Nel 2004 il padre di Lipinski cercò la rielezione, ma dopo aver vinto le primarie annunciò il suo ritiro, riuscendo a convincere il Partito Democratico a far concorrere il figlio al posto suo. Lipinski vinse le elezioni e approdò alla  Camera dei Rappresentanti. Venne consecutivamente riconfermato nel 2006, 2008, 2010, 2012, 2014, 2016, 2018. Il distretto Illinois 3 copre gran parte dell'area sudoccidentale della metropoli di Chicago.
Come il padre, Lipinski è un democratico centrista, uno dei più moderati del Democratic Party: ha votato contro la riforma sanitaria di Obama, appoggiato proposte di legge anti-immigrazione, si è espresso contro l'agenda LGBTQ, contro l'aumento della paga oraria a 15 dollari. Il 18 marzo 2020, Lipinski viene sconfitto alle primarie di partito per la rielezione da Marie Newman, candidata dell'area radicale di sinistra, che ha ricevuto il sostegno di Bernie Sanders, Elizabeth Warren e della galassia progressista. La Newman ha fatto della campagna pro-aborto la principale battaglia contro Lipinski, schierato inveteratamente per il rovesciamento delle sentenze che hanno consentito l'aborto negli USA.